# Sascha Hehn
Sascha Hehn, né le 11 octobre 1954 à Munich, est un acteur de cinéma et de télévision allemand.

## Biographie
Sascha Hehn travaillait déjà avec succès en tant qu'acteur alors qu'il était encore élève. Parmi ses nombreux premiers rôles, il a fait de nombreuses apparitions dans des longs métrages allemands (par exemple Hubertus Castle).
Durant la décennie 1970, il se met à tourner dans des films érotiques, la plupart sous la direction de Ernst Hofbauer.
En 1976, il a incarné "Pete Jarrett", un jeune homme qui suit son grand-père vers "Down Under" (en Australie), dans la série télévisée australo-allemande The Outsiders.
Il a également été reconnu internationalement pour avoir interprété le baron Gottfried von Cramm dans The Barbara Hutton Story.
Il a également contribué au succès durable de deux séries télévisées allemandes en faisant partie de l'ensemble de la série télévisée : La Clinique de la Forêt-Noire (en tant que Dr Udo Brinkmann) et de la distribution de Das Traumschiff (Intendant Viktor), sans oublier ses nombreux seconds rôles dans la série télévisée à succès Inspecteur Derrick.

## Filmographie partielle

### Films
- 1959 : La Chasse de Saint-Hubert (de) (Hubertusjagd) de Hermann Kugelstadt : Peterle
- 1959 : Des larmes aux yeux (de) (Ein Sommer, den man nie vergißt) de Werner Jacobs : Peter Bachmeier
- 1960 : Ein Student ging vorbei de Werner Klingler : Thomas
- 1960 : … und keiner schämte sich de Gustav Fröhlich : Mischa
- 1961 : Drei weiße Birken de Hans Albin : Pepperl
- 1965 : Das Mädel aus dem Böhmerwald de August Rieger : Toni, le petit frère de Kathrin
- 1973 : Das Wandern ist Herrn Müllers Lust de Franz Antel : Micha
- 1973 : Blau blüht der Enzian de Franz Antel : Max
- 1973 : Château de Saint-Hubert de Harald Reinl : Officier Willy Sennefeld
- 1975 : Die Brücke von Zupanja de Harald Philipp : Lieutenant Manfred Schnell
- 1975 : Le Roi de l'edelweiss de Alfred Vohrer : Franz Brugger
- 1976 : Le Souffle de la mort de Jürgen Goslar : Peter
- 1976 : Notarztwagen 7 (Endstation Kanal) de Bruno Hampel : Lutz Volbert
- 1979 : La Fac en délire de Franz Antel : Gaston
- 1981 : Burning Rubber : Flash Jackson
- 2012 : Ein Sommer in Schottland de Michael Keusch : Richard Travis

## Films érotiques
- 1971 : Schüler-Report de Eberhard Schröder : Maximilian S.
- 1971 : Mädchen beim Frauenarzt de Ernst Hofbauer : Conny
- 1972 : Lehrmädchen-Report de Ernst Hofbauer : Tim
- 1972 : Die Klosterschülerinnen de Ernst Hofbauer : Tommy Decker
- 1972 : Les 69 Dalmatiennes (de) de Franz Antel : Peter Foster
- 1972 : Schulmädchen-Report. 4. Teil: Was Eltern oft verzweifeln läßt de Ernst Hofbauer : Hans
- 1973 : Was Schulmädchen verschweigen de Ernst Hofbauer : Georg
- 1973 : Schulmädchen-Report. 6. Teil: Was Eltern gern vertuschen möchten de Ernst Hofbauer : Klaus
- 1974 : Magdalena – vom Teufel besessen de Walter Boos
- 1978 : Les Désirs de Melody in Love de Hubert Frank : Alain
- 1979 : Nackt und heiß auf Mykonos de Claus Tinney : Tobias
- 1979 : Kreuzberger Liebesnächte de Claus Tinney : Alfred
- 1981 : Patricia, un voyage pour l'amour de Hubert Frank : Harry Miller

### Séries télévisées
- 1964 : Die fünfte Kolonne (Der Gast)
- 1965 : Alarm in den Bergen : Christian Maussner
- 1975 : Der Kommissar (Der Mord an Doktor Winter)
- 1975 : Bitte keine Polizei (Der Kunstraub)
- 1978 : Geschichten aus der Zukunft : Dr. Stephan Roth
- 1979 : Le Renard (L'attentat meurtrier)
- 1979 : Derrick : Un petit coin tranquille : Martin Schlör
- 1980 : Derrick : La faim : Robert Berger
- 1980 : Derrick : Un cierge pour l'assassin : Horst Gronau
- 1981 : Derrick : Un vieille histoire : Erwin Answald
- 1981 : Polizeiinspektion 1 (Die Trickdiebin)
- 1981 à 1991 : Das Traumschiff : Victor Burger (1981-1987) / Stefan Burger (1987-1991)
- 1984 : Derrick : L'ange gardien : Manuel Rohm
- 1985 à 1989 : La Clinique de la Forêt-Noire : Dr Udo Brinkmann
- 1986 : Hessische Geschichten (Erna mon amour)
- 1986 : Derrick : Une triste fin : Walter
- 1992 : Liebe auf Bewährung : Peter Brocker
- 1994 à 1997 : Frauenarzt Dr. Markus Merthin : Dr. Markus Merthin
- 2007 : Einmal Dieb, immer Dieb : Jean Berlinger, maître-voleur
- 2008 : Zwei Herzen und ein Edelweiß : Martin
- 2008 : Das Musikhotel am Wolfgangsee : Alexander von Kühn
- 2011 : Soko brigade des stups (Kepplers letzter Fall)
- 2013 : Lerchenberg : lui-même (Sascha Hehn)
- 2014 à 2019 : Kreuzfahrt ins Glück (Spin-Off de Das Traumschiff) : Victor Burger